# 特倫頓 (緬因州)
特倫頓（英語：Trenton）是一個位於美國緬因州漢考克縣的市鎮。

## 人口
根據2020年美國人口普查的數據，特倫頓的面積為73.53平方千米，當中陸地面積為47.06平方千米，而水域面積為26.47平方千米。當地共有人口1584人，而人口密度為每平方千米22人。